# Igreja Católica em Gibraltar
A Igreja Católica em Gibraltar é parte da Igreja Católica universal, em comunhão com a liderança espiritual do Papa, em Roma, e da Santa Sé. A estimativa é de que haja 23.000 católicos em Gibraltar, ou seja, cerca de 72% da população.
Gibraltar forma uma única diocese, liderada pelo bispo de Gibraltar e imediatamente sujeita à Santa Sé. O titular, Reverendíssimo Carmelo Zammit, que foi nomeado bispo de Gibraltar em 24 de junho de 2016 e recebeu sua ordenação episcopal em 8 de setembro de 2016, e se instalou em 24 de setembro de 2016.

## Locais de peregrnação
O principal centro de culto católico em Gibraltar é a Catedral, mas também há seis igrejas e um santuário.

### Catedrais
- Catedral de Santa Maria Coroada

### Igrejas
- Igreja de Santa Teresa
- Igreja de São Paulo
- Igreja de São José
- Igreja de São Bernardo
- Igreja do Sagrado Coração
- Igreja de Nossa Senhora das Dores

### Santuários
- Santuário de Nossa Senhora da Europa